# Shunqui (distrito)
O Distrito peruano de Shunqui é um dos nove distritos que formam a Província de Dos de Mayo, situada no Departamento de Huánuco, pertencente a Região Huánuco, na zona central do Peru.

## Transporte
O distrito de Shunqui é servido pela seguinte rodovia:
- PE-3N, que liga o distrito de La Oroya (Região de Junín) à Puerto Vado Grande (Fronteira Equador-Peru) no distrito de Ayabaca (Região de Piura)[1][2][3]